# 新世紀エヴァンゲリオンRPG
新世紀エヴァンゲリオンRPG（しんせいきエヴァンゲリオンRPG）とは、角川書店から発売されたテーブルトークRPGのタイトル。テレビアニメ『新世紀エヴァンゲリオン』を原作としており、参加者は同作品の登場人物を演ずる。
『新世紀エヴァンゲリオンRPG NERV白書』と『新世紀エヴァンゲリオンRPG 使徒降臨』の2つの作品が発売された。

## 新世紀エヴァンゲリオンRPG NERV白書
1996年4月にコンプコレクションスペシャルとして発行。B5判ソフトカバー。ゲームデザインはORGの中澤光博。ゲームに使用するためのカードや第3新東京市のマップが付属している。
この本は基本的にはゲームよりも新世紀エヴァンゲリオンの資料集の部分がメインになっており、劇中内で起こった事件が時系列に紹介されている。新世紀エヴァンゲリオンRPGはその資料集を利用して遊ぶゲームになっている。
プレイヤーはNERV（ネルフ）の職員（基本的には原作の登場人物）をプレイヤーキャラクターとして扱う。劇中における任意の1ヶ月を1回のセッションで扱うことになっており、キャラクターシートがカレンダー形式になっているのが特徴。
セッション中ではゲーム内時間での1日に1回、カードによって様々な日常イベントが起こる。そのイベントの行為判定の結果に従い、キャラクターの人間関係が様々に構築されていく。毎日の行為判定の結果はカレンダー形式のキャラクターシートに日誌のように書き込むことができる。また、シナリオにより強制的な特定の日付に強制的なイベントが発生することもある。資料集で紹介されている「ストーリーの流れ」に従い特定の日付に原作どおりのイベントを起こすことも可能。
使徒の襲来のイベントが発生したらゲームはクライマックスになる。使徒が襲来したときにはそれまでのキャラクターたちの行動や人間関係などによってハーモニクスが決定される。ハーモニクスが高いと使徒に勝利しやすく低いと敗北しやすい。ただし、同じくキャラクターたちの行動や人間関係などによってストレスの値も決定され、これがある一定の値を超えると暴走（リツコやミサトの場合は失策）の危険性がある。EVAと使徒との戦闘はゲームルールとしてはかなり軽量で、基本的にはそこまでにいたる過程の人間ドラマ部分に焦点おいたゲームになっている。
発売されたのはテレビアニメ終了直後であり、地下のリリスを第1使徒と表記するなど、設定に間違いも見られる。
シナリオにはオリジナルキャラクターとしてマリイ・ビンセンスが登場している。ネルフ中国支部より来日した天才科学者であり、エヴァンゲリオンとシンクロすることが出来る。テーブルトークRPGの登場人物であるため、外見、性格など細かい設定はGMの判断に委ねられる。
- リプレイ中では「～ですわ」「わたくし」といった口調で話している。
- 文中イラストには新機動戦記ガンダムWのドロシー・カタロニアに似た外見で描写されている。

## 新世紀エヴァンゲリオンRPG 使徒降臨
1997年12月にコンプコレクションスペシャルとして発行。B5判ソフトカバー。ゲームデザインは前作と同じくORGの中澤光博。
前作で扱われていなかったテレビシリーズ後半の内容を補完している。書籍としての体裁やゲームとしての遊び方は基本的に前作と同じ。
主な変更点は
- 銃撃での判定方法の変更（前作では1回の判定に成功すればハーモニクス分だけ狙い値が増えたが、今作ではハーモニクス分の回数の判定をして1回成功するごとに狙い値が1増える）
- ダメージレートの調整（理不尽な一撃必殺がなくなった）
- 自動的失敗の確率を1/18から1/6に変更
- 攻撃に失敗してもカウンター攻撃されないようになった

また、1人用ゲームとして劇場版第25話のミサトを主人公としたNERV防衛戦、2人対戦型ゲームとして弐号機対量産機がある。